# 3C 321
3C 321 هو اصطدام مجري، يقع في كوكبة الحية.، 3C 321 هو نظام مكون من مجرتين تدوران حول بعضهما البعض، وتُظهر إحداهما نفاثة طاقة موجهة نحو الأخرى، مما يُعتقد أنه ناتج عن ثقب أسود فائق الكتلة في مركزها. يُطلق على هذه المجرة الكبيرة اسم "مجرة نجمة الموت" من قبل علماء ناسا. أعلن عن هذا الاكتشاف في 18 كانون الأول 2007.

## روابط خارجية
- 3C 321 على موقع ويكي سكاي: DSS2, SDSS, GALEX, IRAS, Hydrogen α, X-Ray, Astrophoto, Sky Map, Articles and images